# Franz Zorell (Ozeanograf)
Franz Zorell (geboren am 4. September 1898 in Stuttgart, gestorben am 11. Januar 1956) war ein deutscher Ozeanograf.

## Leben
Seine Eltern waren der Kaufmann Max Zorell und dessen Ehefrau Wilhelmine, geborene Widmann. Franz Zorell besuchte von 1905 bis 1907 die städtische Elementarschule und anschließend das Königliche Realgymnasium Stuttgart. Im Dezember 1916 legte er die Notreifeprüfung ab. Im Januar 1917 wurde er zum Kriegsdienst im Heer eingezogen. Während seines Kriegsdienstes vom Herbst 1917 bis Januar 1919 wurde er ein Mal – im Frühjahr 1918 – leicht verwundet.
Er studierte vom Wintersemester 1918/1919 an der Technischen Hochschule Stuttgart Chemie und legte im Sommer 1921 die Verbandsprüfung für anorganische und analytische Chemie ab. Vom Sommersemester 1922 an studierte er zunächst weiter Chemie, nun an der Ludwig-Maximilians-Universität München. Nachdem er seit 1919 vermehrt das Bergsteigen betrieb, wurde verschob sich sein Interesse zur Geologie und Glaziologie. Zorell wechselte die Studienrichtung und besuchte vom Sommersemester 1923 an Vorlesungen in Geographie und Meteorologie. Er war beteiligt an der Auslotung der Osterseen im Winter 1923/1924 und im Frühjahr 1924. Auf Anregung von Erich von Drygalski wollte Zorell sich meereskundlichen Themen widmen, da ihm jedoch das Geld fehlte, um Reisen ans Meer zu finanzieren, arbeitete er ab Herbst 1924 für ein Jahr als Seemann auf einem Fischkutter und einem Motorsegler. Ab Sommer 1925 war Franz Zorell auf Ruf von Gerhard Schott an der Deutschen Seewarte tätig. Nach der Teilnahme an zwei Forschungsfahrten mit dem Forschungsschiff Poseidon im Herbst 1925 ging er Anfang November 1925 ans Marine-Observatorium in Wilhelmshaven. Zorell promovierte am 2. Juni 1926 magna cum laude.
Er war weiter an der Deutschen Seewarte, zunächst im meereskundlichen Laboratorium tätig. An Bord des Reichsforschungsdampfers  Poseidon fuhr er als Hydrograph in die Nord- und Ostsee und nahm im Auftrag der Deutschen Wissenschaftlichen Kommission für Meeresforschung vom 20. Juli bis 31. September 1927 an einer von Bruno Schulz und Gerhard Schott geleiteten Forschungsfahrt in die Barentssee teil. Auf den Schiffen Zieten und Meteor forschte Zorell in den Gewässern zwischen Island und Grönland. Auf Einladung der Woods Hole Oceanographic Institution war er für die Besorgung der wissenschaftlichen Ausrüstung für des Forschungsschiffs Atlantis zuständig und nahm vom 2. Juli 1931 bis 31. August 1931 an dessen erster Reise von Kopenhagen nach Woods Hole in den Vereinigten Staaten teil, dabei war er für die Bestimmung der Salzgehaltswerte zuständig. Erst auf der Reise nach Amerika konnte Zorell auch seine bis dato geringen Kenntnisse der Englischen Sprache verbessern.
An der Seewarte gab Zorell die Jahrgänge 1924 bis 1933 der meereskundlichen Beobachtungen auf den deutschen Feuerschiffen der Nord- und Ostsee heraus. Er verengte das Netz der Beobachtungsstationen; das so gewonnene Material führten zu den im Frühjahr 1935 veröffentlichten Beiträgen zur Hydrographie der Deutschen Bucht. Kurz vor der Veröffentlichung wurde Franz Zorell am 7. März 1935 von der Geheimen Staatspolizei im Zusammenhang mit der Verhaftung von Hans Westermann wegen Verdachts des Hochverrats verhaftet und im KZ Fuhlsbüttel inhaftiert. Das Hanseatische Oberlandesgericht verurteilte ihn im Oktober 1935 wegen „Beihilfe zur Vorbereitung zum Hochverrat“ zu zwei Jahren Gefängnis. Am 24. November 1936 wurde ihm von der Münchner Universität die Doktorwürde aberkannt. Franz Zorell wurde während der Haft lungenkrank; nach seiner Entlassung im März 1937 ließ er sich bis Mai 1938 in einem Sanatorium behandeln.
Aufgrund der Verurteilung galt er im NS-Staat nun als politisch belastet. Er fand eine Anstellung bei Friedrich Huttenlocher und war, jedoch ohne eine Namensnennung, an der Neuausgabe des schulgeographischen Werkes von Fischer-Geistbeck tätig. Ab Sommer 1939 arbeitete Zorell seekundlich an den Osterseen. Von dort wechselte er im November 1941 als Hilfsbeamter im Rahmen seines aktiven Wehrdiensts ans Marine-Observatorium in Greifswald, wo er unter Heinrich Rauschelbach für die Neuausgaben der Seehandbücher den Abschnitt Gezeitenströmung bearbeitete. Am 13. November 1941 nahm er vermutlich an einer Expeditionsfahrt an Bord des Forschungsschiffs der Kriegsmarine Börgen in das Seegebiet des Skagerraks teil. Seine 1936 aberkannte Doktorwürde erhielt er am 8. September 1942 zurück. Als Hermann Wattenberg im Juli 1944 starb, übernahm Franz Zorell die Leitung des ozeanografischen Laboratoriums des Marine-Observatoriums. Weil sich sein Gesundheitszustand wegen der in der Haft erlittenen Lungenschäden wieder verschlechtert hatte, ließ er sich zum 1. November 1944 aus dem Dienst entlassen und zog an die Osterseen.
An den Osterseen baute sich Franz Zorell im Frühjahr 1945 eine hydrographische Station auf. Der kommissarische Direktor des Ostsee-Observatoriums in Greifswald, Hindemith, versuchte im Sommer 1947 vergeblich, Zorell für den Aufbau der Abteilung „Ozeanographie und Hydrologie“ zu gewinnen. Stattdessen nahm er im Jahr 1948 am Geographischen Institut der Universität München einen Lehrauftrag für Ozeanografie und Seenkunde an. Weiter gesundheitlich beeinträchtigt begann er im Jahr 1950, gemeinsam mit seinen Schülern und anderen Studierenden die Neuauslotung einiger oberbayerischer Seen (1950 Kochelsee, Staffelsee, 1951 Tegernsee, 1952 Schliersee, 1952/1953 Chiemsee).
In seinen letzten Lebensjahren arbeitete er an einer Zusammenfassung über die allgemeine Seenkunde, dieses Werk blieb unvollendet, da Zorell 1956 im Alter von 58 Jahren an den Folgen der in der Lagerhaft erlittenen Lungenschäden starb.
Franz Zorell wollte nach dem Zweiten Weltkrieg für die durch die politische Verurteilung erlittenen beruflichen Schäden an der Wiedergutmachung teilhaben. Erst nach fünf Jahre dauernden Schriftwechseln mit den Behörden, die sich ihrerseits teils auf Aussagen von politischen Mitläufern des NS-Staats bezogen, erhielt Franz Zorell, der sich letztlich zu einer Zugehörigkeit der Gruppe um Hans Westermann bekannte, am 7. Juni 1955 einen positiven Wiedergutmachungsbescheid.
Der wissenschaftliche Nachlass Zorells befindet sich im Archiv für Geographie des Leibniz-Instituts für Länderkunde in Leipzig.

## Werke (Auswahl)
- Die Oberflächenströme auf der Winterstation des „Gauß“, Hammerich & Lesser, Hamburg 1931
- Beiträge zur Hydrographie der Deutschen Bucht: auf Grund der Beobachtungen von 1920 bis 1932 in amtlichen Auftrag bearbeitet, Aus dem Archiv der Deutschen Seewarte, Band 54, Hammerich & Lesser, Hamburg 1935.
- Neuauslotungen Oberbayerischer Seen (Kochelsee, Staffelsee, Tegernsee, Eggstätter Seen). Mitteilungen der Geographischen Gesellschaft in München (Sonderdruck), Band 36, 1951
- Der Einfluß des Walchensee-Kraftwerks auf den Temperaturhaushalt des Kochelsees, in: Die Erde 1/1955, S. 44–52 (online).
- Beiträge zur Kenntnis der oberbayerischen Osterseen. In: Mitteilungen der Geographischen Gesellschaft in München, Band 33, 1940/41. S. 19–42
- Bemerkungen zur Tiefenkarte der Osterseen. In: Mitteilungen der Geographischen Gesellschaft in München, 1924, 17.